# Cratere Naomi
Naomi  è un cratere sulla superficie di Venere.